# Big Air
Big Air es un videojuego de snowboarding desarrollado por Pitbull Syndicate y publicado por Accolade para PlayStation.

## Jugabilidad
Incluye varios eventos de snowboard: estilo slalom estándar, half pipes, carreras y más. También cuenta con varios corredores con licencia, 24 recorridos y música con licencia.

## Recepción
| Recepción |              |
| --- | ------------ |
| Puntuaciones de reseñas Evaluador Calificación GameRankings 61% [ 2 ] Puntuaciones de críticas Publicación Calificación AllGame [ 3 ] Electronic Gaming Monthly 4.75/10 [ 4 ] Game Informer 4/10 [ 5 ] GamePro [ 6 ] Game Revolution C+ [ 7 ] GameSpot 5.6/10 [ 8 ] IGN 6.5/10 [ 1 ] Official PlayStation Magazine (EEUU) [ 9 ] |              |
| Puntuaciones de reseñas |              |
| Evaluador | Calificación |
| GameRankings | 61%          |
| Puntuaciones de críticas |              |
| Publicación | Calificación |
| AllGame | [ 3 ]        |
| Electronic Gaming Monthly | 4.75/10      |
| Game Informer | 4/10         |
| GamePro | [ 6 ]        |
| Game Revolution | C+           |
| GameSpot | 5.6/10       |
| IGN | 6.5/10       |
| Official PlayStation Magazine (EEUU) | [ 9 ]        |

El juego recibió críticas "mixtas" según el sitio web de agregación de reseñas GameRankings.